# Akriti Kakkar
Akriti Kakkar (7 de agosto de 1986, Nueva Delhi), es una cantante y compositora india.

## Biografía
Akriti comenzó a tomar cursos de música clásica Hindustani, cuando ella tenía unos 5 años de edad, su madre, Sh. Byomkesh Banerjee, era una intérprete de música clásica indostánica, luego se convirtió en su gurú. Akriti realizó sus estudios en la Escuela Springdales, Pusa Road, en Nueva Delhi y se graduó de la Universidad de Delhi.
A su corta edad formó parte de un concurso de cantó y logró formar parte de la compañía “Little Stars” the Anand Ji (of Kalyanji Anandji fame)", donde realizó dos giras mundiales. Ella ganó en el "TVS Sa Re Ga Ma National Talent Hunt" en 1998 conocido también como (Junior Children’s Special), luego en el "Zee TV" y en los prestigiosos premios "Sangam Kala Group" (Neva Delhi).

## Discografía
- Ek Sapna (released during Last World Cup)
- Punjabi Pop Dhamaka 2000
- Baby Doll Chapter 2, song “Rangeela Re”  became a chart topping remix
- A-TEEN (A for Akriti; TEEN for teenager), featuring the hit track “Jal Bin Machli”.
- Chicks on Fire (song “Saaiya Jhootto ka bara sartaj”) -Film Do Aakhen 12 Haath

## Canciones de Playback
- “Chham se vo aa jaye” (2004)  Film “DUS”    Music Vishal-Shekhar
- “One night stand”- O jaana, (2006) Film “ROCKY” Music - Himesh Reshammiya
- “Dil Vich Lagya Weh” (2006) Film "CHUP CHUP KE" Music Himesh Reshammiya
- “Shakalaka Boom Boom”Title song (2007)Film–Shakalaka Boom Boom Music – Himesh Reshammiya
- “Dil Lagaayenge” (2007) Film – Shakalaka Boom Boom Music – Himesh Reshammiya
- “Loneliness is Killing Every One” (2007) Film – RED “the dark side” Music – Himesh Reshammiya
- “Aanan Faanan” (2007) Film – Namastey London Music – Himesh Reshammiya
- “You Good You Good Good Boy” (2007) Film- Good Boy Bad Boy Music – Himesh Reshammiya
- “ Dekhu tujhe to payar aaye” (2007) Film-Apne Music – Himesh Reshammiya
- “Johnny Gaddaar” (2007) – Title Song Film – Johnny Gaddaar Music – Shankar Ehsaan Loy  (NOMINATED AS NEW MUSICAL SENSATION-FEMALE for “JOHNNY GADDAR” on MAX-STARDUST AWARDS 2008)
- “Hadsa” (2007) – Film -  DHOL Music – Pritam
- “Awaaz Do” (2007) – Mummy Ji  Music – Adesh Srivastwa
- “Insha Allah”(2008) –Welcome  Music _ Himesh Reshammiya
- “Move your body- Freaky freaky raat” 2008- Kismat Konnection   Music-Pritam
- “Meri Ek Ada Shola”2008- Kidnap Music-Pritam
- “Bhai Aa Gaya”2008- Hari Puttar   Music-Guru Sharma
- “Tha Kar Ke” 2008 – Golmaal Returns   Music-Pritam
- “Marjani” and “Khuda-ya Khair” – Billu Barber  Music –Pritam
- “Mohabbat Aap se” - Aa Dekhein Zara Music – Pritam
- “Jail House Rock” – We are Family  Music- Shankar Ehsaan Loy
- “Teekhi Teekhi”  - Mirch   Music-Monty Sharma
- “I Love Amreeka” – Tere Bin Laden  Music- Shankar Ehsaan Loy